# Chas Chandler
Bryan James "Chas" Chandler (Heaton, 18 de dezembro de 1938 – Newcastle, 17 de julho de 1996) foi um músico, empresário e produtor musical inglês. Ficou conhecido após sua passagem como baixista na banda de rock The Animals e por ter sido o empresário do guitarrista norte-americano Jimi Hendrix.

## Carreira musical
Chandler se tornou baixista da banda The Alan Price Trio no ano de 1962, posteriormente, quando Eric Burdon entrou no grupo, eles mudaram o nome da banda para The Animals. O The Animals ganhou notoriedade após o lançamento do single The House Of the Rising Sun, em 1964. A música alcançou o topo das paradas inglesas em julho de 1964, ficando nesta por 3 semanas. O The Animals fez parte da "invasão britânica", um movimento musical da década de 1960, cujo também participaram The Beatles, The Rolling Stones e Herman's Hermits.
Após a separação do The Animals, Chandler se tornou produtor musical e foi responsável por administrar a carreira do guitarrista Jimi Hendrix. Ele descobriu Hendrix em um show em julho de 1966 por recomendação de Linda Keith, a qual era a então namorada de Keith Richards, guitarrista dos The Rolling Stones. Chandler propôs a Hendrix de levá-lo para a Inglaterra para Hendrix montar uma banda, por conseguinte, Jimi Hendrix formou o The Jimi Hendrix Experience. Chas Chandler como produtor musical, também produziu o grupo Slade. 

## Morte
Chandler morreu aos 57 anos, no dia 17 de julho de 1996 em razão de um ataque cardíaco, causado por uma aneurisma cerebral na orta, em Newcastle, Inglaterra.